# Магомедалиева, Зенфира Рамазановна
Зенфира Рамазановна Магомедалиева (род. 8 февраля 1988, Ибрагимотар, Дагестанская АССР) — российский боксёр-любитель, выступающая в весовой категории до 75 кг, до 81 кг и свыше 81 кг. Заслуженный мастер спорта России (2019), бронзовый призёр Олимпийских игр 2020 года, двукратная чемпионка мира (2014, 2019), двукратная чемпионка Европы (2016, 2019), четырёхкратная чемпионка России (2013, 2015, 2016, 2020), бронзовый призёр чемпионата России (2023) в любителях.

## Биография
Родилась 8 февраля 1988 года в Тляратинском районе Дагестанской АССР.
Во время учёбы в Дагестанском педагогическом университете, выступала за сборную Дагестана по толканию ядра. Затем начала заниматься боксом у тренера Алексея Шахсинова. В настоящее время тренируется у Сухраба Манапова.

## Любительская карьера
В ноябре 2014 года Зенфира Магомедалиева завоевала золотую медаль на чемпионате мира по боксу среди женщин, который проходил в южнокорейском Чеджу. На пути к «золоту» Зенфире пришлось сразиться с азербайджанкой Айнур Рзаевой, индианкой Кавитой, китаянкой Шиджин Ванг, казашкой Ляззат Кунгейбаевой.
Зенфира Магомедалиева стала первой в спортивной истории Дагестана победительницей чемпионата мира по боксу среди женщин. Поздравительную телеграмму ей направил Президент России Владимир Путин.
В марте 2015 в финале Чемпионата России по боксу среди женщин в Саранске Зенфира победила Эльмиру Рамазанову.
3 августа 2015 года приказом министра спорта № 109-нг Зенфире присвоено спортивное звание мастер спорта России международного класса.
Предолимпийский чемпионат мира 2019 года, который состоялся в Улан-Удэ в октябре, российская спортсменка завершила финальным поединком, победив турецкую спортсменку Элиф Гюнери по единогласно решением судей. В результате на одиннадцатом чемпионате мира по боксу среди женщин она завоевала свой второй титул чемпионки мира.

### Олимпийские игры 2020 года
На Олимпийских играх в Токио, которые проходили летом 2021 года, российская спортсменка в весовой категории до 75 кг сумела дойти до полуфинала. В полуфинале уступила Ли Цянь и завоевала бронзовую медаль.

### 2023 год
В ноябре 2023 года, в Уфе стала бронзовым призёром чемпионата России в весе до 81 кг, в полуфинале по очкам 0:5 проиграв Салтанат Меденовой.

## Достижения
- 1 место Чемпионат мира по боксу среди женщин 2019 Улан-удэ.
- 1 место — Чемпионат мира по боксу среди женщин (Чеджу, 2014 год).
- 1 место — Чемпионат России по боксу среди женщин (Саранск, 2015 год).
- 1 место — Чемпионат Европы по боксу сред женщин (София, 2016 год).
- 1 место — Чемпионат Европы по боксу среди женщин (Мадрид, 2019 год).

## Награды
- Медаль ордена «За заслуги перед Отечеством» II степени (11 августа 2021 года) — за большой вклад в развитие отечественного спорта, высокие спортивные достижения, волю к победе, стойкость и целеустремленность, проявленные на Играх XXXII Олимпиады 2020 года в городе Токио (Япония)[13].